# Rayones
Rayones é um município do estado de Nuevo León, no México. 
Em 2005, o município possuía um total de 2.576 habitantes.